# Fundación de la ciudad de Santiago del Estero

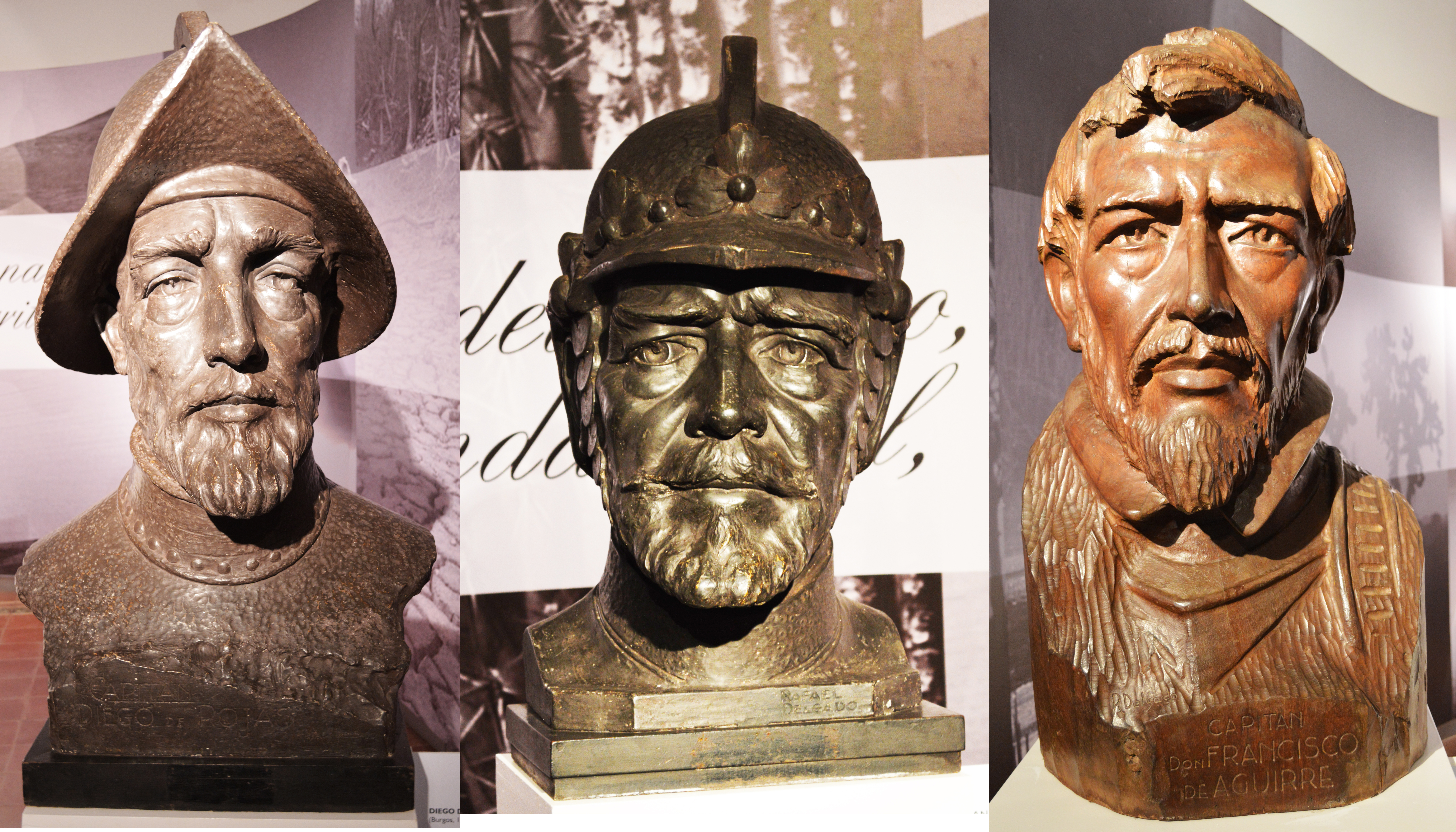
De izquierda a derecha, bustos de los capitanes españoles Diego de Rojas, Juan Núñez de Prado y Francisco de Aguirre. El primero de ellos penetró y exploró por primera vez el actual territorio del Noroeste Argentino, mientras que los dos siguientes conquistaron y colonizaron la región, fundando las ciudades de El Barco (por Núñez de Prado en 1550) y Santiago del Estero (por Aguirre en 1553).

La fundación de la ciudad de Santiago del Estero es uno de los hechos históricos más importantes que ocurrieron durante la conquista y colonización española de la Argentina. Esto se debe a que Santiago del Estero es el primer asentamiento poblacional de Argentina que persistió desde su fundación en 1553 hasta el presente. Además, dicha ciudad fue el punto de partida de las corrientes colonizadoras españolas que fundaron las actuales capitales provinciales del Noroeste Argentino y Córdoba.
Sólo en el siglo XVI partieron desde Santiago del Estero las expediciones que fundaron Londres de la Nueva Inglaterra (1558), Córdoba de Calchaquí (1559), Cañete (1560), Nieva (1561), San Miguel de Tucumán (1565), Talavera de Esteco (1567), Córdoba de la Nueva Andalucía (1573), San Francisco de Álava (1575), Salta del Lerma (1582), Todos los Santos de la Nueva Rioja (1591) y San Salvador de Jujuy (1593).
Dicha ciudad fue el primer centro colonial y el primer proyecto urbano exitoso de toda la región. Por muchos años fue la única ciudad del actual territorio argentino que subsistió, mientras que otras fueron atacadas y destruidas por los indígenas o bien abandonadas por sus respectivos ocupantes.
Además de ser punto de partida de la conquista militar, también lo fue de la evangelización católica. Fue sede del primer obispado y de allí salieron los sacerdotes que fundaron conventos en otras ciudades. La ciudad fue también sede de los primeros institutos de enseñanza, escuela y Seminario, anteriores a la Universidad de Córdoba.
Los primeros vecinos de Santiago del Estero, quienes se encontraban en la ciudad al momento de su fundación por los conquistadores castellanos, constituyeron las cabezas de las familias criollas más antiguas de la República Argentina.

## Antecedentes
Santiago del Estero es la ciudad más antigua fundada por los conquistadores castellanos en lo que actualmente es el territorio de la República Argentina. Sin embargo aún se manifiestan desacuerdos acerca de quién fue su verdadero fundador, disputándose el mérito Juan Núñez de Prado y Francisco de Aguirre. Es por ello que no debe dejarse de lado el contexto y los acontecimientos que precedieron a la fundación de dicha ciudad:

### Diego de Rojas explora el Tucumán

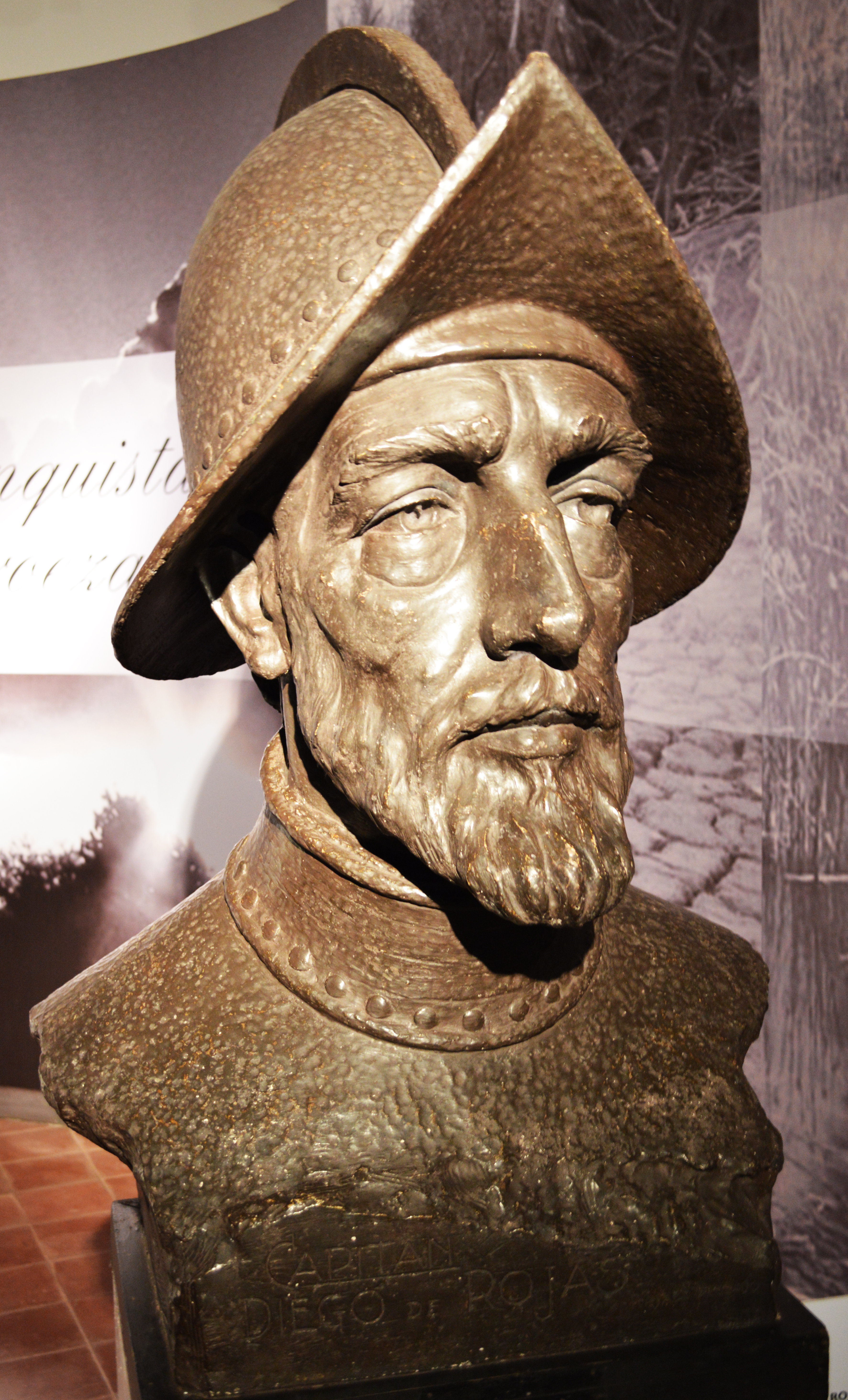
Capitán Diego de Rojas.

A mediados del siglo XVI, el actual territorio argentino se encontraba inexplorado. Dentro del mismo, existía una provincia indígena llamada por los habitantes originarios como Tucma o Tucumán, donde según leyendas había un reino rico que la imaginación equiparaba al México azteca o al Tahuantinsuyu inca. Por orden del entonces gobernador del Perú, licenciado Cristóbal Vaca de Castro, se autorizó al capitán Diego de Rojas hacer la entrada en dicha provincia.
Partió con sus hombres en mayo de 1543 y siguiendo el camino del inca que iba al sur, llegó a Chicoana meses después, no lejos del actual pueblo de Cachi en los Valles Calchaquíes. A comienzos de octubre reinició la marcha con dirección sudeste. Un mes más tarde, tras descender la Sierra del Aconquija por una quebrada, arribó al Tucma o Tucumán, al sur de la actual provincia homónima. Allí encontró un modesto y pintoresco poblado indígena, levantado en medio de la selva, muy distinto a la imagen soñada del rico reino.
A comienzos de 1544, Rojas prosiguió hacia el sudeste. La marcha se hacía cada vez más sacrificada por el hambre, la sed, los tremendos calores y la hostilidad de los indígenas. Los indicios de riquezas no aparecían y el desánimo comenzó a cundir. Sin embargo, Rojas continuaba adelante y alentaba a sus seguidores impulsado por la búsqueda de dichas riquezas.
Tiempo después, llegó a un pueblo situado en las Sierras de Guasayán, en la actual Provincia de Santiago del Estero. Sus habitantes originarios lo habían abandonado ante la llegada de extraños, pero un día regresaron a darles guerra, con el designio de matar a su jefe con un arma empleada en la región: las flechas envenenadas. La lucha fue larga, lo que dio a los indígenas tiempo para identificar quién era el jefe y entonces, el más diestro flechero de ellos le disparó una saeta envenenada. Antes de que transcurriera una semana del encuentro, hacia mediados de enero de 1544, Rojas falleció después de una cruel agonía.
La expedición continuó sin Rojas hasta alcanzar el río Paraná y retornó al Alto Perú sin hallar los tesoros que buscaban y sin fundar un asentamiento.

### Las guerras en el Perú y nuevas jurisdicciones

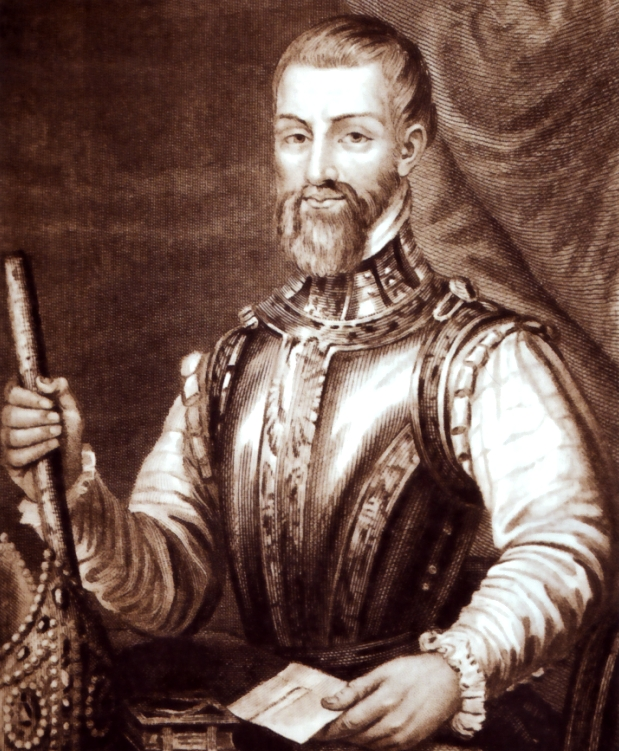
Pedro de la Gasca fue quien ordenó la fundación de una ciudad en la región del Tucumán.

En 1549, luego de finalizada la guerra civil entre conquistadores y una vez pacificado el Perú, Pedro de la Gasca entendió que resultaba imprescindible dispersar a una muchedumbre armada concentrada en unas cuantas ciudades. En este difícil y tenso contexto, podrían producirse nuevos conflictos y enfrentamientos bélicos.
Por otro lado, se extendía hacia el sur un inmenso territorio propiedad de la corona de Castilla, según lo había recibido de la Santa Sede mediante las Bulas Alejandrinas, y debía ser efectivamente apropiado. En consecuencia, se creó la Provincia del Tucumán, Juríes y Diaguitas, desprendiéndose de la Gobernación de Nueva Andalucía, territorio que originalmente fue asignado por el emperador Carlos I de España a Pedro de Mendoza de acuerdo a las Capitulaciones de 1534. Esto originaría más tarde un conflicto de jurisdicción con la nueva Capitanía General de Chile, debido a que el territorio tucumano aún no tenía bien definido sus límites.

### La Gasca ordena a Núñez de Prado fundar una ciudad
Tras el triunfo de las fuerzas reales en la Batalla de Jaquijahuana, Pedro de la Gasca concedió a Juan Núñez de Prado el derecho a conquistar la provincia que estaba al otro lado de las Sierras Nevadas o Cordillera de los Andes: el Tucma o Tucumán. Núñez de Prado sabía que la entrada al Tucumán no sería cosa fácil. El fracaso de las entradas de Diego de Almagro y luego la de Diego de Rojas anticipaban un posible fracaso. 

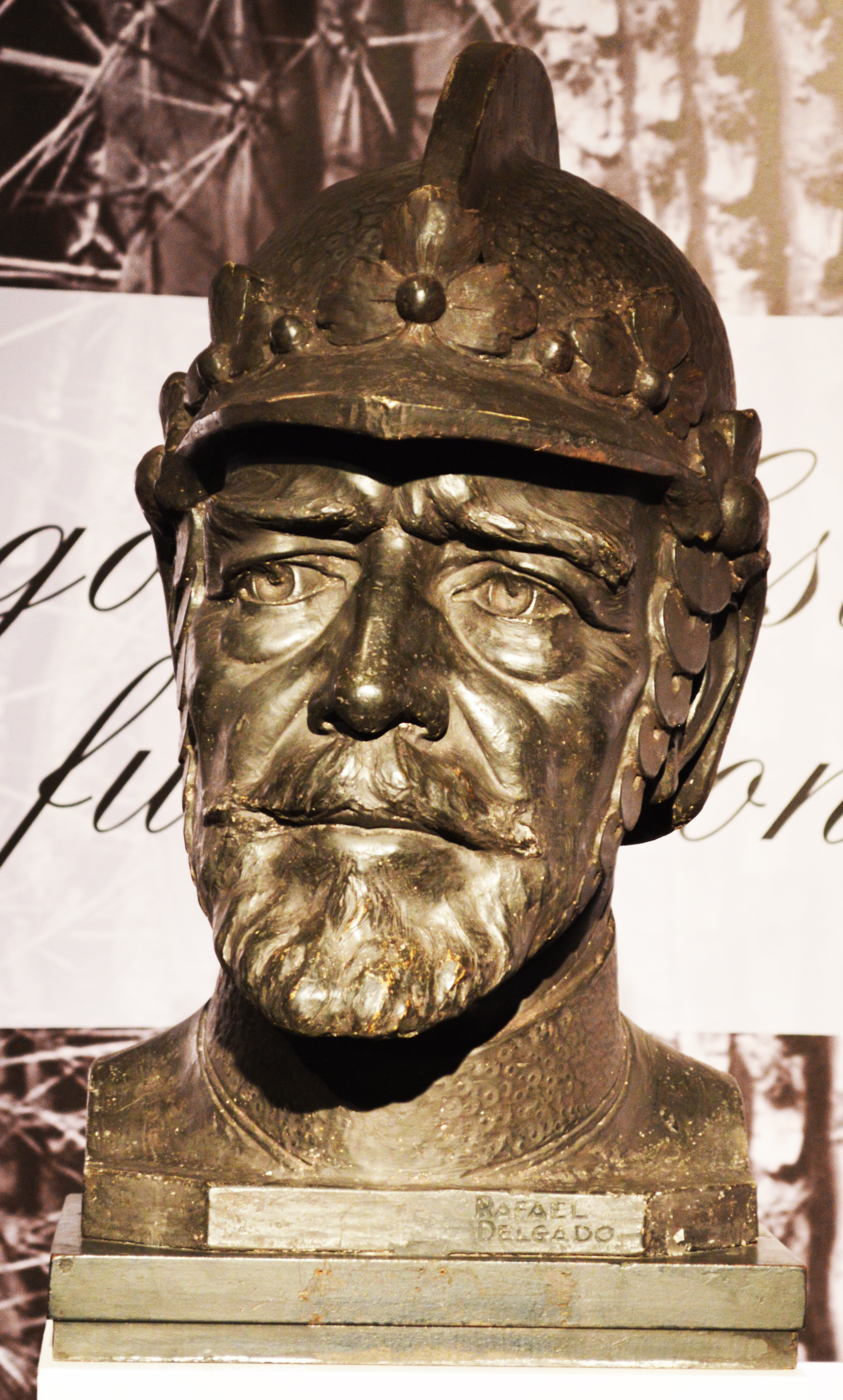
Capitán Juan Núñez de Prado.

El 19 de junio de 1549, Núñez de Prado recibió de La Gasca, el grado de Capitán General y Justicia Mayor de la Provincia del Tucumán, Juríes y Diaguitas, junto con la comisión de poblar allí una ciudad. Recibido este nombramiento y las instrucciones correspondientes,  se dedicó a organizar su expedición.
Juan Núñez de Prado reunió unos 70 voluntarios, de los cuales, 28 habían estado en la entrada de Diego de Rojas al Tucumán, de modo que conocían el camino. De La Plata fueron a Potosí, donde se le sumaron algunos otros hombres. Partieron hacia el sur en abril de 1550.
Núñez de Prado dispuso que el capitán Miguel de Ardiles, experimentado conquistador que acompañara en su anterior entrada a Diego de Rojas, partiera primero con destino hacia Humahuaca, por el camino del inca, al mando de 30 hombres y unos indígenas amigos. En una segunda tanda iría él y quedaría para una tercera tanda Juan de Santa Cruz, que saldría una vez que pudiera completar la cantidad de hombres necesaria. Siguieron la misma ruta de Almagro y  Rojas.

### Primera intervención de Villagra
Francisco de Villagra, capitán de Pedro de Valdivia, que iba acompañado por su pariente Gabriel Villagra, obró con la más absoluta mala fe interfiriendo en la expedición de Núñez. En un primer momento, fue directamente a Potosí a buscar gente, privando de ella a Núñez de Prado. Y ya en camino a Chile, aprovechando su mayoría numérica, despojó a Santa Cruz de la mayor parte de los hombres, armas, alimentos y equipos que llevaba para Núñez. A fuerza de mercedes a otorgarse en Chile, le quitó varios de sus hombres y los llevó hacia allí para socorrer a Valdivia. Fue así como la expedición de Núñez de Prado quedó muy debilitada.

### Fundación de El Barco I
Al ingresar en el actual territorio argentino, y tras superar las dificultades con Villagra, Núñez de Prado tuvo que combatir a los indígenas omaguacas. Después pasó a los Valles Calchaquíes donde fueron recibidos pacífica y amablemente por los naturales del lugar. Luego siguieron y con numerosas dificultades penetraron en la Sierra del Aconquija.
El 29 de junio de 1550 llegaron al actual territorio de la provincia argentina de Tucumán, más precisamente en la confluencia del río Los Reales con el río de la Horqueta, donde forman el río Pueblo Viejo, en las inmediaciones donde años después se fundaría por primera vez la ciudad de San Miguel de Tucumán, al sudoeste de lo que hoy es la ciudad de Monteros. Tras analizar el sitio, resolvió fundar allí una ciudad que denominó El Barco, en honor de La Gasca que era natural de la ciudad de El Barco de Ávila, España. Aquella ciudad que se había fundado, representaba el primer asentamiento español en territorio tucumano. 
El grupo de personas que acompañó a Núñez de Prado a fundar la ciudad de El Barco I estaba integrada por: Miguel de Ardiles, Alonso Abad, Juan Gregorio Bazán, Santos Blázquez, Juan Cano, Francisco de Carvajal, Nicolás Carrizo, Alonso Díaz Caballero, Lorenzo Maldonado, Bartolomé de Mansilla, Gaspar de Medina, Hernán Mejía de Mirabal, Juan Pérez Moreno, Martín de Rentería, Juan Rodríguez Juárez, Juan Rodríguez, Blas de Rosales, Garci Sánchez, Gonzalo Sánchez Garzón, Julián Sedeño, Diego de Torres, Francisco Valdenebro y los padres Alonso de Trueno y Gaspar de Carvajal.
Como lo mandaban las leyes de entonces, repartió los solares entre sus soldados, nombró autoridades del Cabildo y ordenó la construcción de un fortín para proteger el asentamiento de las arremetidas de los indígenas que atacaban frecuentemente defendiendo su territorio.
Los primeros vecinos  habrían alcanzado el número de 60, aunque también se calcula que eran 90.
Se designaron a los miembros integrantes del primer Cabildo: Martín de Rentería y Francisco de Valdenebro fueron alcaldes ordinarios, Rodrigo Fernández fue procurador, Alonso del Arco, Lorenzo Maldonado, Juan Núñez de Guevara y Alonso Díaz Caballero fueron los regidores. Como alguacil mayor fue nombrado Rodrigo de Palos.
Al parecer, el emplazamiento de la ciudad de El Barco I no fue el ideal, ya que no ofrecía garantías de salubridad ni de seguridad; tanto fue así que al poco tiempo se optó por trasladarlo hacia otro lugar. Una vez instalados, Núñez junto a Martín de Rentería efectuaron exploraciones por la zona. En esta oportunidad fueron bien recibidos por los aborígenes y les pidieron que colocaran cruces de madera en la entrada de su tolderías. Esto significaba que si venían otros españoles, sabrían que eran amigos y no los molestarían. Regresaron el 25 de octubre a El Barco.
Esta ciudad fundada en Ibatín tuvo aproximadamente las siguientes coordenadas: 27º 13’ 00’’ de latitud Sur y 65º 35’ 00’’ longitud Oeste.

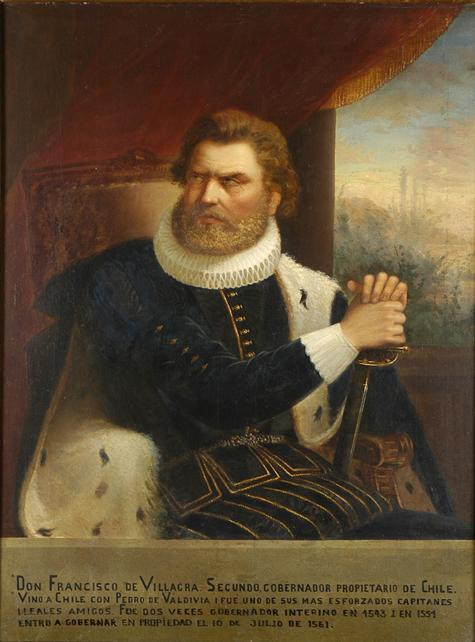
Francisco de Villagra interfirió en la expedición de Núñez de Prado.

### Segunda intervención de Villagra
Días más tarde salió nuevamente Núñez de Prado rumbo a la zona de Tuama (o Tohamagasta), donde tomó conocimiento que un grupo de soldados españoles andaban por su jurisdicción matando y saqueando en los pueblos originarios que él previamente había contactado. Era Francisco de Villagra y sus hombres.
Molesto por esa situación y en la creencia de que eran unos pocos, la noche del 10 de noviembre de 1550, Núñez intentó asaltar el real de Villagra, pero se dio con que eran más de cien soldados, por lo que tuvo que huir y regresó a El Barco. Villagra lo persiguió y cuando estaba a unas tres leguas de la ciudad, salieron sus vecinos y autoridades a solicitarle que olvidase lo que había sucedido. Entre los que mediaron estuvieron los sacerdotes Trueno y Carvajal.
Ante la mayoría numérica de los soldados de Villagra y su imposición acerca de que El Barco se encontraba en jurisdicción de la Gobernación de Chile, dentro de las 100 leguas contadas desde el océano Pacífico, Núñez de Prado se vio obligado a ceder. Debió firmar un acta en la que expresamente reconocía que estaba dentro de la jurisdicción de la Gobernación de Chile y que Pedro de Valdivia era su gobernador. Quedaba entonces Núñez como un simple teniente de gobernador y como dependiente de Chile.
Con este triunfo, Villagra regresó a Chile a informar a Valdivia. Antes de partir tomó trece hombres más de Núñez de Prado, su equipamiento, alimentos, etc. Y en un acto de vandalismo destruyeron las sementeras, cortando las plantas con las espadas.

### El Barco II
Uno o dos meses después de que Villagra regresara a Chile, Núñez de Prado reunió al Cabildo de la ciudad de El Barco I. Con su expreso apoyo, renunció al título de teniente de gobernador de Pedro de Valdivia que Villagra le había impuesto, revalidó el nombramiento de La Gasca, reasumió como capitán general y decidió mudar de sitio a la ciudad con el objetivo de salir de la jurisdicción de la Gobernación de Chile. Se argumentó también la falta de alimentos y de recursos. Había para entonces en El Barco unos 90 españoles y todos firmaron por unanimidad. Núñez de Prado hizo ejecutar en la horca al alcalde Hernán Cortés de Carvajal, quien  se había revelado porque no aceptaba esa mudanza.
Tras este cambio, Núñez comenzó con una serie de incursiones separadas dirigidas por Bazán, Rentería y Ardiles. Exploró el valle de Catamarca, la zona de los ríos Dulce y Salado, sometió a los indígenas lules y otras tribus le ofrecieron amistad.
A fines de mayo o junio de 1551 trasladó la ciudad al noroeste, pasando la sierra y la radicó en el valle Quiri-Quiri, que posteriormente tomó el nombre de Calchaquí, o Guazán, entre Quilmes y Santa María, a unas 25 o 30 leguas más al norte, junto al río Calchaquí, probablemente al lado del actual pueblo de San Carlos, hoy Provincia de Salta.
El Barco II, fundada en los  Valles Calchaquíes, tuvo las siguientes coordenadas: 25º 49’ 50’’ de latitud Sur y 65º 54’ 30’’ longitud Oeste.
Conservaron las mismas autoridades, cabildantes y la misma traza que la anterior. Este traslado fue para buscar mayores recursos en alimentos y minerales, pero fundamentalmente para alejarse de Chile y acercarse al Perú. Núñez pretendió con esta medida eludir la dominación de Valdivia. 
Núñez de Prado y su gente buscaban oro y por eso preferían que la ciudad estuviera en la sierra antes que en la llanura. Pero la Real Audiencia de Lima tenía otras miras y le ordenó cambiarla de lugar.

### El Barco III
Los oidores de la Real Audiencia de Lima no estaban de acuerdo con el lugar elegido para el Barco II y en junio de 1552 ordenaron a Juan Núñez de Prado que trasladara la ciudad más al sur, hacia la región de los juríes. A ello se sumó que los calchaquíes de la zona eran muy belicosos y además escaseaban los alimentos.
Para poder llevar a cabo esta orden de traslado, Núñez de Prado debió ordenar la muerte de dos de sus hombres, Antón de Luna y Alonso de Arco, que se opusieron enérgicamente al traslado y fueron ahorcados en la plaza.
Tras ocho meses de permanecer en la segunda ubicación (Barco II), bien alejados de los límites jurisdiccionales pretendidos por Valdivia, entre mayo y junio de 1552 marcharon hacia donde es hoy la Provincia de Santiago del Estero.
Núñez y su gente recorrieron en forma paralela al río Dulce, desde la zona de la actual ciudad de Termas de Río Hondo hasta lo que hoy es la ciudad capital. En dicha zona, el río se encuentra encajonado entre barrancas de aproximadamente 10 metros de altura, y la zona no era la más indicada para fundar una ciudad puesto que en esas condiciones no era posible sacar acequias de riego.
Núñez siguió hacia el sureste ya que estaba debidamente informado por los hombres de su expedición que anteriormente habían realizado la entrada con Diego de Rojas, que las poblaciones indígenas de este territorio eran mesopotámicas, es decir que se encontraban entre los dos ríos, y vivían de la caza, frutas silvestres, algarroba, la miel y la abundante pesca.
Luego de lo que hoy se denomina Tarapaya y las Lomas Coloradas, de barrancas altas, encontró que el terreno era más llano, que se podía fundar una ciudad en sus márgenes y aprovechar su agua para beber y regar y su limo para sembrar. Encontró que en el lugar habitaban una gran cantidad de indígenas pacíficos. Allí instaló la ciudad de El Barco III.
Para esta ciudad también se conservaron los mismos capitulares, más Diego de Torres y Francisco Valdenebro como alcaldes. Es posible que se hayan mantenido la mismo traza y parcelas otorgadas.
La ocupación de esta zona no fue pacífica. Hubo que vencer la resistencia de los aborígenes que no aceptaban a los extraños. Estando instalado El Barco III, se juntaron en Meaja unos 4000 naturales para atacar y destruir la nueva ciudad. Ante ese peligro, el capitán Juan Vásquez junto a Hernán Mejía de Mirabal, al frente de 30 soldados fuertemente armados con mosquetes los disolvieron. Esta victoria en el año 1552 dio estabilidad a la nueva ciudad.
El lugar elegido para esta ciudad era un campo rodeado de bosque de algarrobo y otros árboles que le proveían de frutos. Estaba a orillas de un río con mucha pesca y navegable en botes, buenos pastos y abundante caza. El conquistador Núñez de Prado demostró un ascendiente entre los indígenas de Santiago del Estero, quienes aceptaron someterse y creyeron en su palabra. Aceptaron que la sola colocación de una cruz en la entrada del pueblo de aborígenes significaba estar sometidos a su vasallaje. En 1552 aparece Lorenzo Maldonado como procurador.
Nunca se pudieron encontrar los restos ni la real ubicación de El Barco III. Complica su búsqueda el hecho de que el río Dulce cambió su cauce y en algunos mapas se ve el cauce viejo. Se sostiene que esta ciudad tuvo las siguientes coordenadas: 27º 47’ 47’’ latitud Sur, 64° 13’ 58’’, longitud Oeste.
La elección del lugar de la fundación de la ciudad de El Barco III no le satisfizo a Núñez de Prado. Tanto fue así que a los pocos días de llegar, en julio de 1552, encomendó a fray Gaspar de Carvajal y a otros vecinos para que buscaran un lugar más a propósito, por lo que se dirigieron a Tatingasta (o Taquintingasta), distante a trece leguas más abajo, que era un pueblo de indígenas que se encontraba sobre la margen izquierda del río Salado. Núñez se creyó seguro de que en ese lugar estaba fuera de la jurisdicción de Chile, y que la gente de Valdivia no lo molestaría nuevamente.

### Aguirre llega desde Chile y detiene a Núñez de Prado

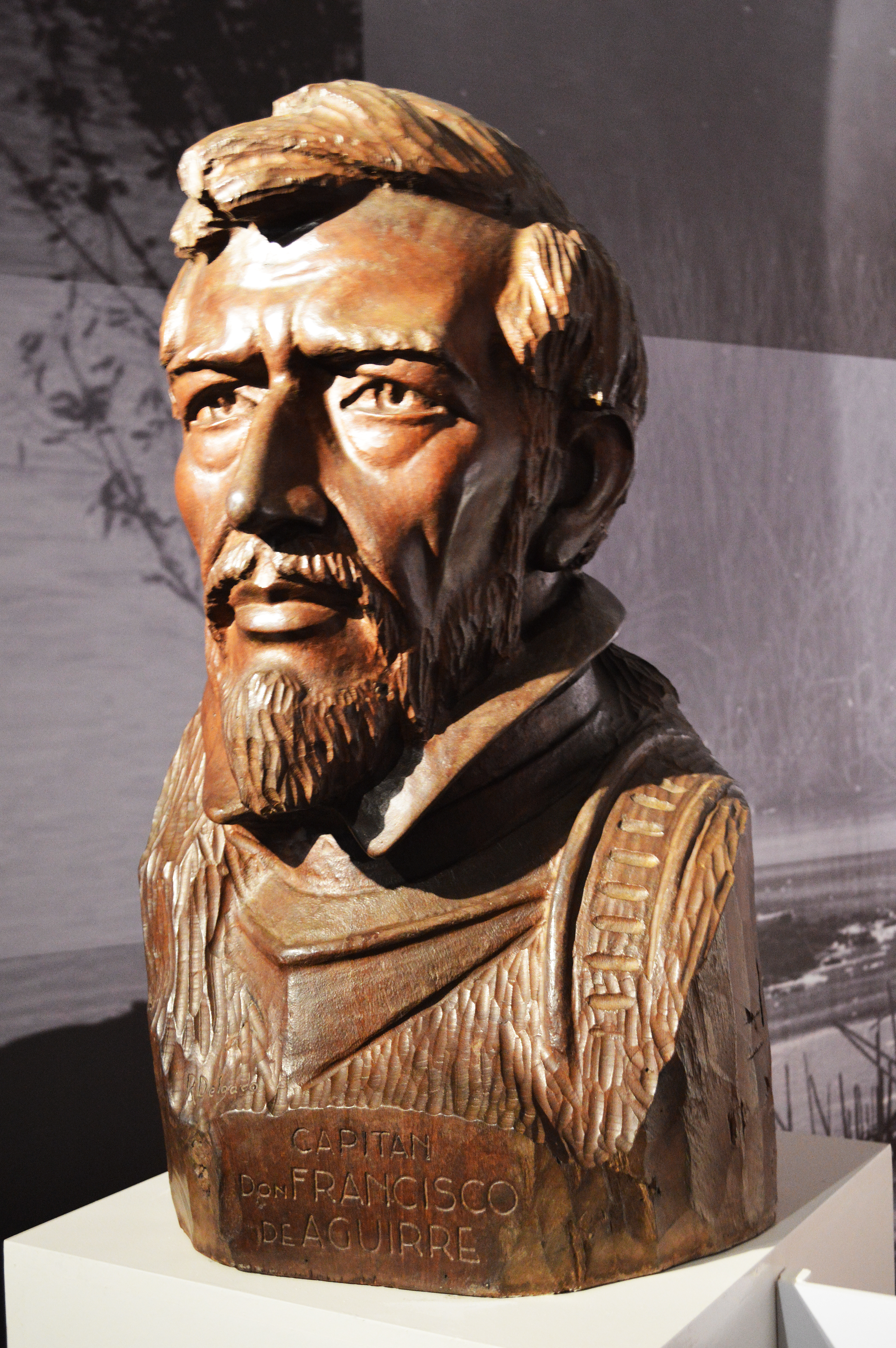
Capitán Francisco de Aguirre.

A todo esto, como desde la Gobernación de Chile no se tenían noticias de Núñez de Prado, a quien lo consideraban su teniente de gobernador, Pedro de Valdivia tomó la decisión de destituirlo y en su lugar designó a un hombre de su entera confianza, el capitán Francisco de Aguirre. Valdivia tenía la preocupación que desde Charcas reforzaran la ciudad de El Barco y más tarde le fuese más difícil tomarla.
Para asegurar que lo podría deponer sin resistencia, Aguirre alisto una compañía de unos 60 soldados muy bien pertrechados, con caballos, armamentos, pólvora, herrajes, etc. Entre los integrantes se encontraban su hijo Valeriano, sus sobrinos Antonio, Juan, Nicolás y Rodrigo de Aguirre, Juan Morales, Francisco de Carvajal, Pedro Núñez Roldán y el capitán Gaspar de Medina. Con esa fuerza salió de Copiapó en noviembre de 1552, cruzó los Andes y llegó a comienzos de 1553 al lugar donde estaba ubicado El Barco II, que encontró deshabitado. Siguiendo las huellas e informes de los indígenas siguió hacia los juríes, y tras un mes de búsqueda finalmente encontró El Barco III.
Aguirre arribó a este asentamiento el 20 de mayo de 1553 e ingresó de noche, por sorpresa, y se apoderó de ella sin ninguna dificultad, ya que Núñez de Prado no se encontraba en ese momento, pues se hallaba explorando nuevas tierras en el valle de Famatina, en La Rioja. Aguirre procedió a prender a las autoridades y despojó de sus armas a todos los hombres.
Como los habitantes de la ciudad de El Barco III eran inferiores a los hombres de Aguirre en cantidad y armamentos, este tomó posesión de la ciudad, convocó a todos los vecinos y al Cabildo, les notificó de su designación por parte de Valdivia y la agregación de esa ciudad a la Gobernación de Chile, requiriéndoles en forma amenazante que debían reconocerlo por nuevo teniente de gobernador y justicia mayor.
Al regresar Núñez de Prado a la ciudad, también fue tomado prisionero y encadenado, y fue enviado a Chile, junto con otros hombres, entre ellos Miguel de Ardiles y Garci Sánchez. Y a los sacerdotes Trueno y Carvajal los deportó hacia Perú, junto con otras veinte personas. Aguirre no trajo sacerdotes con él y a los dos únicos que había los echó.
Luego de esto, Aguirre procedió a efectuar una nueva elección de autoridades, haciéndose proclamar como el sustituto legal de Núñez de Prado. De esta manera, Valdivia y Aguirre violaron expresas disposiciones superiores que señalaban que si encontraban que otro hubiese fundado una ciudad dentro de su jurisdicción, debían esperar hasta que la autoridad más alta resolviese. Por lo tanto, Aguirre usurpó el gobierno de la ciudad de El Barco.

## Fundación de Santiago del Estero

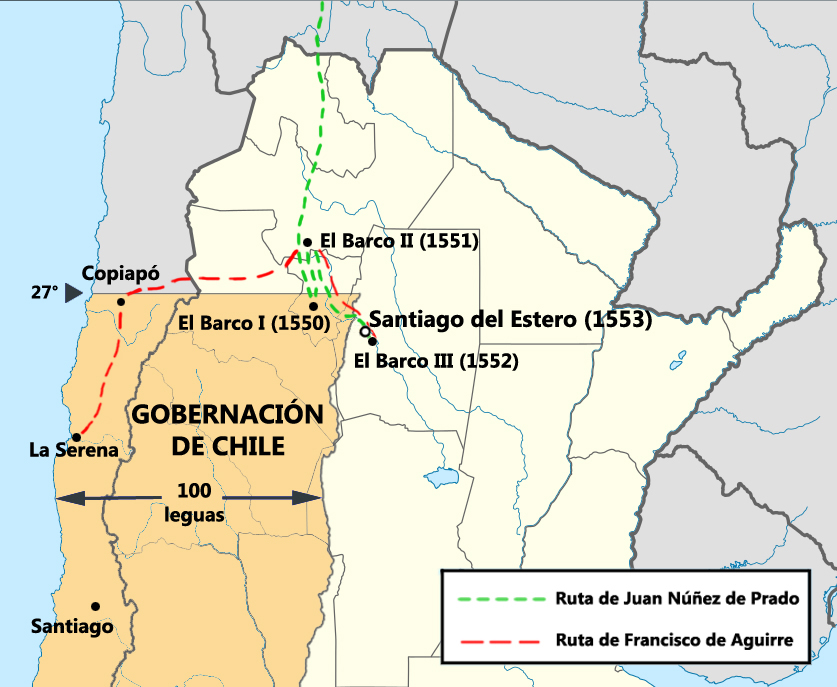
En 1548, Pedro de la Gasca creó la Gobernación de Chile fijando sus límites al Norte el paralelo 27º, al Sur el paralelo 41º y 100 leguas de Oeste a Este contadas desde la costa del Océano Pacífico. La ciudad de El Barco (I), fundada por Juan Núñez de Prado en 1550, se encontraba dentro de dicha jurisdicción, por lo que decidió trasladarla (El Barco II) en 1551. Al año siguiente, por orden de la Real Audiencia de Lima, se trasladó nuevamente más hacia el Sur, en el actual territorio de la Provincia de Santiago del Estero (El Barco III). En 1553, Francisco de Aguirre tomó El Barco (III) y usurpó el poder, trasladándola hacia una nueva ubicación y dándole un nuevo nombre.

Una vez que Francisco de Aguirre tomó el mando de la ciudad de El Barco III en 1553, comenzó a analizar la posibilidad de cambiarla de lugar. Sostuvo que el traslado fue para sustraerla de las continuas crecientes del río Dulce y para brindarle una mayor seguridad debido a las amenazas de los indígenas lules. Buscaba otra zona mejor desde el punto de vista defensivo para contener los ataques de los naturales. El lugar que eligió Aguirre estaba un poco más al norte. 
A mediados de 1553, Aguirre resolvió trasladar la ciudad un cuarto de legua hacia el noroeste, siempre al lado del río Dulce, prácticamente donde hoy está. Aguirre, por su temperamento, no aceptaba que la ciudad tuviese otro fundador que no fuera él. Quiso revestirla como obra propia, la trasladó y borró a la ciudad de Núñez de Prado de todo vestigio y de restos materiales, inclusive el nombre para que no se la recordara. Por esa razón nunca se encontraron vestigios de El Barco III en el lugar llamado Pueblo Viejo.
Aguirre trasladó la ciudad un 25 de julio de 1553 y la rebautizó con el nombre de Santiago del Estero del Nuevo Maestrazgo. Le colocó Santiago, porque el día 25 de julio es la festividad de Santiago Apóstol, el gran Patrón de las Españas; y “del Estero”, por los esteros o lagunas que formaba allí el río tras sus inundaciones. La ceremonia de clavar el rollo de la justicia fue en este caso sin sacerdotes ya que Aguirre los había deportado y hasta 1556 no vinieron otros.
La elección del sitio para radicar la nueva ciudad no fue del todo feliz, ya que era arenoso, salitroso, caluroso y sin piedras. Esos efectos fueron disimulados por los primeros habitantes ya que se encontraba rodeada por un bosque, tenía el río al lado, había alrededor de 86 000 indígenas (tonocotés y juríes) que Aguirre luego otorgó en encomiendas; también se conseguían de ese bosque gruesas cosechas de cera y miel, se obtenía buena producción de algodón y del añil, etc.
El motivo más importante que tuvo el conquistador de trasladarla un poco más al oeste, fue para que entrara en la jurisdicción de la Gobernación de Chile, que eran 100 leguas desde el Mar del Sur (Océano Pacífico). Algunos autores hablan de un traslado de “dos tiros de arcabuz”, otros de “un cuarto de legua”, pero sin mayores precisiones. A partir de entonces lo que había sido su anterior emplazamiento o Barco III pasó a ser conocido como “Pueblo Viejo”.
La falta de documentos impide conocer con exactitud el número de los primeros pobladores, pero se calcula que puede haber oscilado entre 90 y 100.
Muchos de los acompañantes de Juan Núñez de Prado, sumados a quienes acompañaban a Francisco de Aguirre y otros que arribaron después, fueron los primeros vecinos de Santiago del Estero y constituyeron las cabezas de las familias criollas más antiguas de la República Argentina.
Se calcula que la traza primitiva de Santiago del Estero haya tenido no menos de 80 manzanas, atendiendo que estaba destinada a ser la capital de la futura gobernación y estimando para más de 100 vecinos, ya que otros tantos habitantes venían en camino. Según cálculos de E. J. Palacio, unas 80 manzanas habrían significado un radio de unos 700 metros, contados desde la plaza principal a la periferia (las chacras).
Nunca se encontró acta alguna de ese traslado o mudanza de lugar o fundación, ni referencia de que se la haya labrado. Tampoco se conoce la existencia ni se encontró documento alguno como plano de la fundación, ni datos referidos o que den cuenta acerca de cómo habría sido su morfología, la traza urbana o características constructivas de sus edificaciones. Tampoco se tiene conocimiento de que alguna vez se hayan llevado a cabo exploraciones de tipo arqueológicas que pudieran haber identificado los posibles emplazamientos de esas poblaciones.
Cabildantes de 1553: los integrantes del primer Cabildo de Santiago del Estero fueron Diego de Torres, Alonso de Villavicencio, Rodrigo de Palos, Blas de Rosales, Francisco de Valdenebro, Julián  Sedeño, Miguel de Ardiles, Lope Maldonado y Pedro Diez Figueroa. El escribano fue Juan Gutiérrez. Esta nómina surge de la carta enviada al rey, en la cual le solicitaban que se designara como gobernador al capitán Francisco de Aguirre.
El conquistador además designó como Justicia Mayor a su sobrino, el capitán Nicolás de Aguirre. Cuando este murió, designó a otro sobrino, Rodrigo de Aguirre, que lo había acompañado desde Chile.
El primer convento erigido en la ciudad sería del año 1553.

### Tesis de la fundación del día 23 de diciembre de 1553
Algunos autores sostienen que la fecha de fundación de la ciudad fue el 23 de diciembre de 1553, tomando para esa afirmación la probanza de méritos y servicios del capitán Juan Gregorio Bazán, realizada a solicitud de su viuda, Catalina de Placencia, el 3 de febrero de 1585.
En esa documentación, los testigos unánimemente declararon que Francisco de Aguirre fue convocado con suma urgencia desde Chile debido a la muerte de Pedro de Valdivia. Que ello ocurrió a los tres meses de haberse fundado la ciudad de Santiago del Estero. Y que el día que partió hacia Chile, que fue el día 23 de marzo de 1554, Aguirre delegó sus poderes y facultades en su primo el capitán Juan Gregorio Bazán.
El grupo de historiadores que sostiene aquella fecha, toma el 23 de marzo de 1554, le resta tres meses, y de ese modo llegan al 23 de diciembre de 1553.

## Los dos contingentes fundadores de Santiago del Estero (1553)
Habiendo desacuerdo acerca de quién es el legítimo fundador de la ciudad, también habría desacuerdo a quiénes corresponde el privilegio de ser considerados primeros vecinos, si a quienes estuvieron presentes cuando Aguirre formalizó la fundación, traslado mediante, o sólo a quienes acompañaban a Núñez del Prado en la fundación de El Barco. Esa dificultad ha sido piadosamente disimulada por la historia, pues la falta de documentación ha dificultado determinar en muchos casos quiénes fueron unos y otros. Sin embargo algunos historiadores han logrado confeccionar un listado incompleto de quienes estuvieron presentes al momento en que Francisco de Aguirre formalizó la fundación, que incluye a muchos de los que llegaron con Núñez del Prado y los que se incorporaron en los tiempos inmediatamente posteriores.
Los primeros pobladores de la ciudad provinieron de dos contingentes principales: el primero del Perú, y el segundo, que en definitiva resultó ser el más numeroso, llegó desde Chile.
Núñez de Prado habría llegado con sesenta hombres, más quince que le proveyó Santa Cruz. A diferencia de los primeros vecinos de Buenos Aires y otras ciudades del litoral, que fueron mayoritariamente criollos, y muchos de ellos mestizos, en este caso se trataba mayoritariamente de españoles peninsulares. A ese número hay que restarle trece que Villagra llevó a Chile, pero sumarle otros siete hombres de su partida que quedaron en la nueva ciudad. A la llegada de Francisco de Aguirre se ausentaron -regresando al Perú- veinte hombres, más dos frailes y el mismo Juan Núñez de Prado. Otros tres fueron ejecutados por orden de Núñez de Prado. El remanente de cuarenta y tres hombres sumado a los sesenta que trajo Aguirre implica que en esa fecha habitaban la nueva fundación ciento tres españoles, a los que podría reconocérseles como primeros vecinos. De ese número se identificaron sólo a sesenta y nueve personas:
Francisco de Aguirre, Juan de Santa Cruz, Martín de Rentería, Sánchez de Bargas, Hernán Mejía de Mirabal, Juan Cerrada, Juan Núñez de Guevara, Rodrigo de Palos, Miguel de Ardiles, Juan Rodríguez, Juan Vásquez, Juan Serrano, Melchor de Salinas, Luis de Gamboa, Muñoz de Illánez, Pedro de Rueda, Martín de Mojica, Juan de Cusio, Lope de Ayala, Antonio Berú, Baltazar Barrionuevo, Luis Gómez, Julián de Umarán, Diego de Torres, Rodrigo de Aguirre, Gaspar de Medina, Francisco Valdenebro, Diego Carmona, Miguel López, Juan Hurtado, Blas de Rosales, Lorenzo Maldonado, Julián Sedeño, Andrés de Herrera, Juan González, Alonso de Orduña, Rodrigo Fernández, Domingo Pérez, Bartolomé de Mansilla, Nicolás de Garnica, Pedro de Cáceres, Rodrigo de Quiroga, Gonzalo Sánchez Garzón, Santos Blázquez, Juan Rodríguez Juárez, Antonio Álvarez, Francisco de Carvajal, Garci Sánchez, Pedro Jiménez, Juan Pérez Moreno, Alonso Abad, Cristóbal Pereyra, Luis de Luna, Alonso de Villavicencio, Pedro de Palos, Andrés Martín de Zabala, Nicolás Carrizo, Pedro Núñez Roldán, Juan Cano, Pedro de Villarreal, Alonso Díaz Caballero, Pedro Ruiz de Ahumada, Francisco Pérez, Andrés de Valenzuela, Juan Gutiérrez, Alonso de Contreras, Pedro Díaz Figueroa, Lope Maldonado y Diego de Villarreal.
La mayor parte del contingente fundador, proveniente de Perú estaba formado por la citada cantidad de aventureros españoles y por hombres de armas peruanos: yanaconas o indígenas aliados. Estos mismos hablaban quechua.

## Sobre quién fue el fundador de Santiago del Estero

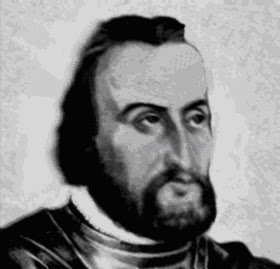
Juan Núñez de Prado.

Sin duda alguna, Núñez de Prado fue el fundador de la primera ciudad que se asentó en el actual territorio del Noroeste Argentino. También es cierto que Aguirre la mudó y le cambió el nombre, dejando a la posteridad abierta una discusión que parece no haber terminado. 
La opiniones están divididas entre los que sostienen como fundador de Santiago del Estero al capitán Juan Núñez de Prado y los que afirman que fue el capitán Francisco de Aguirre.
Entre los que sostienen que el fundador fue Juan Núñez de Prado se encuentran: José N. Achaval, Juan Christensen, fray Antonio Córdoba, Orestes Di Lullo, Gastón Doucet, Samuel A. Lafone Quevedo, Manuel Lizondo Borda, Hipólito Noriega, fray Eudoxio del J. Palacio, Francisco M. Santillán, Vicente D. Sierra, Eduardo Martínez Bertolí, entre otros.
Los que sostienen que fue Francisco de Aguirre son: Alfredo Gárgaro, el historiador chileno Luis Silva Lezaeta y el dictamen de la Academia Nacional de Historia, de fecha 12 de agosto de 1952, que fue elaborado por los historiadores Raúl H. Molina, Enrique Udaondo y el P. Guillermo Furlong. El gobierno de la provincia de Santiago del Estero hizo lo suyo mediante un decreto del 10 de noviembre de 1952, firmado por el gobernador Francisco J. González. También apoyan esta tesis Bernardo Canal Feijóo, Amalio Olmos Castro y Luis A. Ledesma Medina.

### El traslado de la ciudad o fundación de una nueva

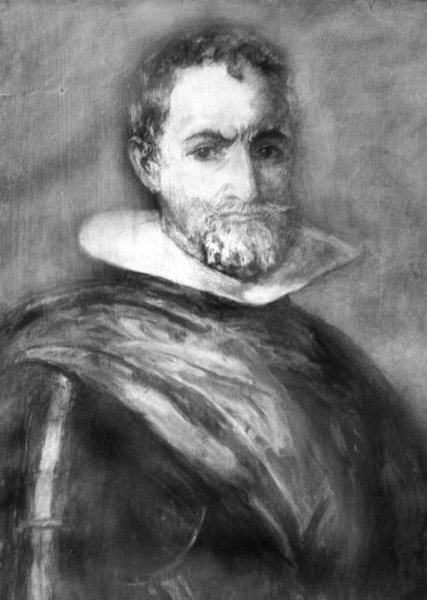
Francisco de Aguirre.

Son muchas las discusiones que se han elaborado centrándose en la siguiente cuestión: Santiago del Estero, ¿fue “trasladada” o “fundada”?
Ambos conceptos son distintos. La fundación excluye siempre la existencia previa de la ciudad que siempre la traslación presupone. Trasladar tiene profundas analogías con la idea de trasplantar.
Según Eudoxio Palacio, Juan Núñez de Prado es el fundador de El Barco I y dicha ciudad de 1550 es jurídica e históricamente la misma ciudad que Santiago del Estero. Por consiguiente, este autor concluye que el conquistador Núñez de Prado es el fundador de Santiago del Estero de 1550.
En muchas probanzas, los conquistadores hicieron referencia a que ”Núñez de Prado fundó El Barco, que después se llamó Santiago del Estero” o que “Núñez fundó Santiago del Estero”. Los hombres del siglo XVI, cuando narraban los sucesos que habían presenciado, no contaban la edad de Santiago del Estero desde 1553, sino desde 1550, fecha de la fundación de la ciudad de El Barco.
Coincide con ello que en un viejo mapa de 1695, que transcribe el padre Furlong, aparece “Varco als S. Yago del Estero” (Barco alias Santiago del Estero), lo que demuestra que para los cartógrafos del siglo XVII les daba lo mismo denominar a la capital de la Gobernación del Tucumán como El Barco o Santiago del Estero.
Cuando Juan Pérez de Zurita hizo su probanza en 1583, dijo que:

Tuve a mi cargo la ciudad de Santiago del Estero que había poblado el capitán Juan Núñez de Prado.

Hernán Mejía de Mirabal, en nota dirigida a la Audiencia de Charcas en 1589, le daba a la ciudad de El Barco el nombre de Santiago del Estero y se expresaba así: 

Ayudé a poblar la ciudad de Santiago del Estero en Tucumán (Barco I) y en el valle del Calchaquí (Barco II) y donde al presente está Santiago del Estero.

En la información levantada por el procurador del Cabildo de Santiago del Estero, capitán Alonso Abad, entre los vecinos, destinada a mostrar los notables servicios prestados por dicha ciudad en el descubrimiento y conquista del Tucumán, el 15 de octubre de 1585, se destaca lo siguiente:

Santiago del Estero ha servido y sirve a Su Majestad desde hace 35 años.

Eso significa que desde 1550, fecha de la fundación de la primera ciudad de El Barco. El capitán Miguel de Ardiles, conquistador que entró con Diego de Rojas, también informó que:

Poblaron una ciudad que denominaron El Barco. Que de allí levantaron el pueblo y fueron a poblar el valle del Calchaquí donde residieron un año, y después, por mandato del virrey, volvieron a poblar esta ciudad de Santiago del Estero que es donde ahora está poblada y la llamaron entonces ciudad de El Barco, hasta cuando llegó Francisco de Aguirre que la mudó el nombre y la llamó Santiago del Estero, tierra de promisión.

El capitán Santos Blázquez dijo que:

Juan Núñez de Prado entró y pobló en nombre de Su Majestad la ciudad de El Barco, que ahora se llama Santiago del Estero.

En la carta que el Cabildo de Santiago del Estero envió al rey con fecha 18 de diciembre de 1586, que sería la primera historia escrita de la ciudad de Santiago del Estero, dice:

Entró en estas provincias el general Juan Núñez de Prado, con no menos gente que la pasada y parte de la primera (refiriéndose a la expedición de Diego de Rojas) buscando un lugar para poblar una o más ciudades en nombre de Vuestra Majestad y pobló esta de Santiago del Estero, que al presente es cabeza de esta gobernación.

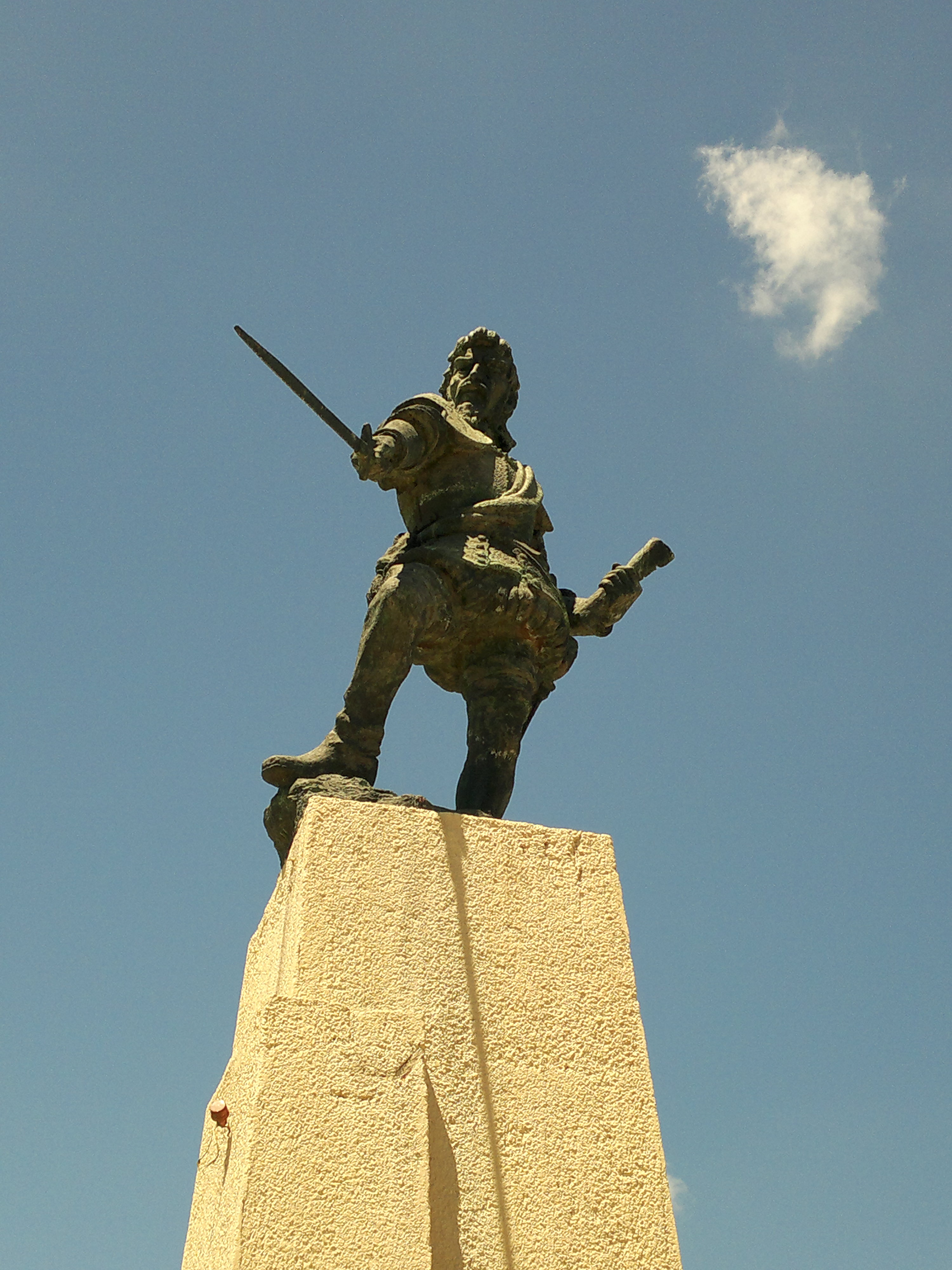
Estatua de Francisco de Aguirre en la ciudad de Santiago del Estero.

Eudoxio del J. Palacio sostiene que casi todas las capitales argentinas y muchas ciudades hispanas fundadas en la época de la conquista, cambiaron de sitio e incluso de nombre, pero no por ello se cambió el fundador. Así por ejemplo, Lima fue antes Ciudad de los Reyes (Pizarro); Sucre fue La Plata (Ansúrez), luego Charcas y poco después Chuquisaca; Salta fue Lerma (Lerma); Corrientes fue ciudad de Vera (Juan Torres de Vera y Aragón); Buenos Aires fue Ciudad de la Santísima Trinidad (Garay); Jujuy fue San Salvador de Velasco (Argañarás y Murguía).
Con respecto a los cambios de lugar, Córdoba estuvo primero en la margen derecha del río Suquía, y se trasladó luego un cuarto de legua, sobre la margen izquierda; Corrientes se mudó desde Arazaté; Santa Fe de la Vera Cruz estuvo antes en Cayastá; San Miguel de Tucumán se movió más hacia el norte desde Ibatín. Y todas esas ciudades conservaron a sus primitivos y respectivos fundadores.
Y en el caso de Santiago del Estero, luego de las mudanzas de El Barco I, II y III, también se puede hablar de Santiago del Estero I (1553), II (1628) y III (1670), debido a los corrimientos que tuvo la ciudad por las crecidas del río Dulce. En el norte argentino, solamente la ciudad de La Rioja ha conservado sin variantes el lugar y nombre que su fundador le diera.
Fray Antonio Córdoba afirmó que:

La obra de Aguirre no fue de fundación sino de simple cambio de lugar de la ciudad, y él aprovechó esa oportunidad para darle nuevo nombre y aparecer como verdadero fundador. Por tanto, consideramos que a Núñez de Prado corresponde el título de legítimo fundador de Santiago del Estero. La traslación de la ciudad realizada en el año 1663, por el gobernador Lucas de Figueroa y Mendoza al lugar que actualmente ocupa, con motivo de la gran inundación del río Dulce de ese año, tampoco importaba una nueva fundación, sino una corrida de la ciudad un poco más al oeste de la anterior, a un sitio más elevado, y por consiguiente menos expuesto a los avances del río.

El historiador Luis Alén Lascano opina que El Barco y Santiago del Estero, constituyen una continuidad del mismo proceso histórico. Aunque Alén Lascano sostiene que la fecha fundacional, el 25 de julio de 1553, quedó confirmada en su verdad histórica a partir del descubrimiento de G. Doucet, realizado en los documentos de 1590 extractados del Cabildo santiagueño, que informaban que “el 25 de julio de 1553, Francisco de Aguirre mudó esta ciudad y le puso el nombre de Santiago del Estero”. 
No hay dudas de que Aguirre quería diferenciarse de Núñez de Prado. Por ello cambió la ciudad de lugar, cambió de nombre, la integración del Cabildo, y reclamó para sí los méritos de fundador en cartas dirigidas al propio rey.
Al concepto de Alén Lascano, de continuidad del mismo proceso histórico, se agrega el concepto de que debió existir El Barco (de Núñez de Prado) para que existiera Santiago del Estero (de Aguirre). Es decir, la segunda ciudad no podía haber existido sin la primera.
El licenciado Gastón G. Doucet, sobre la base de la documentación que encontró en los archivos de la Audiencia de Charcas, copias de las actas capitulares de la ciudad de El Barco, sostuvo que:

No hay más que una ciudad, la de El Barco-Santiago del Estero, fundada con el primer nombre por Núñez de Prado en el año 1550, mudada varias veces (en los años 1551, 1552 y 1553), y en una de estas mudanzas rebautizada por Francisco de Aguirre con la denominación que hasta hoy conserva.

Doucet descubrió en sus rigurosas investigaciones en Chuquisaca, que el mismo libro capitular que se iniciara en el año 1550 Núñez de Prado al fundar el Barco I, continuó siendo utilizado en el año 1553, luego de que Francisco de Aguirre trasladara la ciudad. Y aunque ese libro se haya luego perdido, existen constancias de que existió hasta fines del siglo XVI.

## Dictamen de la Academia Nacional de la Historia

### Fecha cierta y nombre del fundador de Santiago del Estero
En 1952, la Academia Nacional de Historia dio a conocer un dictamen basado en el informe suscripto por los académicos Raúl A. Molina, Enrique Udaondo y R. P. Guillermo Furlong, de la comisión especial designada al efecto, en el cual se determinó que la ciudad de Santiago del Estero, fue fundada por Francisco de Aguirre el 25 de julio de 1553, fundamentándose en las actas del cabildo santiagueño del 14 de abril de 1774 y del 21 de julio de 1779.

### Texto del dictamen
“Los miembros de la Comisión Especial designada por el señor Presidente para informar sobre la fecha cierta de la fundación de la ciudad de Santiago del Estero y el nombre de su fundador, a pedido del Gobierno de la citada Provincia, elevan a la consideración de la Academia Nacional de la Historia el siguiente dictamen, fundado en un estudio documental y bibliográfico sobre la materia
“A raíz de la prueba presentada por sus miembros emitió la mencionada Junta de Estudios Históricos de Santiago del Estero una declaración, certificando: que la “Muy Noble” ciudad de Santiago del Estero, fue fundada el 25 de julio de 1553, por el ilustre conquistador español don Francisco de Aguirre”
“Este estudio y dictamen consiguiente fue provocado posiblemente por un folleto de fray Eudoxio de Jesús Palacio, titulado “Cuarto Centenario de Santiago del Estero, 1550-1950” en el que sostiene la tesis de que corresponde la fecha de los festejos al año 1550-1950, por referirse a la ciudad de El Barco I, la cual se identificaría en definitiva con la ciudad de Santiago del Estero, pues esta ciudad no sería otra cosa que el cuarto traslado de aquella”.
“Los miembros de la Comisión Especial de la Academia consideran que la ciudad de Santiago del Estero, nuevo centro de civilización, llámese traslado o metamorfosis de los anteriores, era independiente de ellos y sometido a una jurisdicción distinta, inicia un nuevo período político, tiene nuevo ejido, nuevos vecinos y nuevas encomiendas. Al expulsar Aguirre a Núñez, al erigir una nueva ciudad, dándole otro nombre, abría una nueva era, a la que ya Núñez era ajeno”.
“Se ha sostenido que Francisco de Aguirre nunca escribió claramente que él hubiera fundado a Santiago del Estero; tal aserto ha quedado desvanecido con la carta, aún inédita, cuya copia fotográfica acompañamos. Está dirigida desde Lima al rey y con fecha 25 de enero de 1558 En ella Aguirre dice con toda claridad:
“Descubrí y conquisté tras la cordillera nevada la provincia de juris y diaguitas que eran ignotas de vista a todo el mundo, adonde así mismo poblé un pueblo que llamé Santiago del Estero, todo a mi costa y minsión…”
“Al reconocer y honrar la memoria de Francisco de Aguirre, no desconocemos el heroico empeño de Juan Núñez de Prado, y si alguna vez se erige el monumento al primero, sería justo hacer figurar como bajo relieves  las imágenes de las ciudades que le precedieron, con la figura del segundo en las hazañas que les fueron comunes”.
Buenos Aires, 12 de agosto de 1952.
Firman el dictamen: Raúl A. Molina. R. P. Guillermo Furlong y Enrique Udaondo.

## Decreto del Poder Ejecutivo Provincial
Santiago del Estero, 10 de noviembre de 1952.
Visto: el contenido del dictamen de fecha 15 de septiembre del año en curso, producido a petición del Gobierno de la Provincia por la Academia Nacional de Historia, honorable corporación investigadora que puso término al controvertido pleito histórico de la fundación de Santiago del Estero, estableciendo, con cimentación documental y crítica, hasta tanto aparezca el acta bautismal presumiblemente existente dadas las normas de rigor de la legislación indiana, que la “Muy Noble”, ciudad de Santiago del Estero, fue fundada el 25 de julio de 1553, por el ilustre conquistador español, don Francisco de Aguirre, ya que la ciudad de Aguirre “nuevo centro de civilización, llámese traslado o metamorfosis de los anteriores, era independiente de ellos y sometido a una jurisdicción distinta e inicia un período político, tiene nuevo ejido, nuevos vecinos y nuevas encomiendas”; y considerando:…
El Gobernador de la Provincia, decreta:
Artículo 1º: disponer la magna celebración del IV Centenario de la ciudad de Santiago del Estero, estableciendo el 25 de julio de 1553, como fecha de su fundación, señalando al ilustre conquistador español, don Francisco de Aguirre, como su fundador y, como precursores en las gestas históricas, a los hidalgos capitanes Diego de Rojas y Juan Núñez de Prado.
Artículo 2º: declarar a 1953, año del IV Centenario de la ciudad de Santiago del Estero.
Artículo 3º: encomendar la organización de los actos celebratorios a una Comisión Ejecutiva que actuará bajo el nombre de Comisión Oficial IV Centenario de la ciudad de Santiago del Estero.
Firmado: gobernador Francisco J. González.

## Importancia de Santiago del Estero en la Conquista y Colonización
Realizada la fundación de Santiago del Estero, sus primeros años fueron de duro batallar, hasta que el valor de sus fundadores la afianzó y llegó a ser en el curso de los años la capital de la Gobernación del Tucumán. Así nació la más antigua de las ciudades argentinas, la cual se convirtió, en la segunda mitad del siglo XVI, en eje de la conquista del centro y norte del país, sellando en su andar de siglos su influencia en la actividad humana, sobre todo, de aquellos años signados por las luchas y las necesidades.
La ubicación central de Santiago del Estero en la red caminera que conectó el Alto Perú con el Atlántico hizo que, al menos durante el primer siglo de la conquista, la mayoría de las expediciones que partieron desde Perú o Chile y pretendieron avanzar hacia el sur o el oeste del Tucumán, o hacia Buenos Aires, se detuvieran en Santiago del Estero a pertrecharse, incluyendo aquellas que condujeron a la fundación del resto de las ciudades de la región.
La fundación de Santiago del Estero es un acontecimiento de singular importancia para la historia de la República Argentina. Este histórico hecho simboliza y representa la piedra angular de la iniciación de la historia posterior a la incaica en la zona del noroeste de lo que hoy integra la Argentina.
Ninguna ciudad como Santiago del Estero, ciudad madre, creadora de todas las demás, que llevó su protección a la Gobernación del Tucumán, participó con sus vecinos y los recursos de su suelo en todos los descubrimientos de la región, desangrándose para conservar lo existente y despoblándose para nutrir con sus hombres las nuevas fundaciones. Hasta extendió su protección a lejanos y pequeños centros como Santa Fe y el fuerte de Sancti Spiritu.
Desde Santiago del Estero salieron de urgencia a defender a las otras ciudades del norte cuando las atacaban los indígenas. También partieron muchas expediciones de auxilio militar a la ciudad de Buenos Aires, inclusive envió familias enteras para reforzar su población. Además en 1593, Fernando de Zárate fue gobernador simultáneo del Tucumán y del Río de la Plata y del Paraguay, instalando como cabecera de la gobernación del Río de la Plata a la ciudad de Santiago del Estero, enviando socorros y soldados en dos oportunidades para que defendieran el puerto y la ciudad de Buenos Aires de las amenazas de los corsarios ingleses. También envió alimentos cuando esa ciudad carecía de ellos; envió pertrechos, y cuando se construyó el Fuerte de Buenos Aires, se lo hizo con mano de obra de vecinos e indígenas de Santiago del Estero. Inclusive quienes acompañaron al gobernador Zárate fueron los más distinguidos vecinos, puesto que por una cuestión de honor no podían permitir que el puerto de Buenos Aires cayese en manos de los ingleses.
El deán Gregorio Funes, refiriéndose a la actitud siempre patriótica, animosa y predispuesta del pueblo santiagueño, expresó:

Podría esperarse siempre de la generosidad de sus habitantes, que aunque empobrecidos por las circunstancias calamitosas que atravesaron, podríase en cualquier momento contar con los santiagueños, porque cuando se trataba de una causa de la Patria solían hacer esfuerzos superiores a su capacidad".

En el siglo XVI no hubo ciudad alguna en Argentina que pueda hoy ofrecer a la gratitud de la posteridad una probanza de méritos y servicios comparable a la de la heroica Santiago del Estero. Por esta razón, recibió por Reales Cédulas los títulos de “Ciudad” el 19 de febrero de 1577 y de “Muy Noble” el 22 de mayo del mismo año. En esta última fecha también recibió la concesión del escudo de armas, que consistía en un castillo, tres veneras y un río.
La pérdida de las Actas Capitulares que abarcan cerca de dos siglos, privó del conocimiento de la vida realizada en la más antigua ciudad argentina, que en sus primeros años de existencia desarrolló una fecunda acción en beneficio de numerosos pueblos y siendo capital por mucho tiempo de la Gobernación del Tucumán. En su momento de predominio, Santiago del Estero fue punto estratégico de defensa y único de irradiación colonizadora. En sus primeros años, desarrolló una fecunda acción en beneficio de numerosos pueblos por ella fundados. De su seno salieron las caravanas de españoles y nativos con todo lo concerniente para echar los cimientos de nuevas ciudades como San Miguel de Tucumán, La Rioja, San Fernando del Valle de Catamarca, Salta, San Salvador de Jujuy y Córdoba entre otras.
En dicha ciudad, se erigió el primer Obispado por el Papa San Pío V en 1570. Se realizaron en ella tres Concilios Sinodales en los años 1597, 1606 y 1607. También se fundó el primer Seminario en 1611, creado por Real Cédula de 1609.